# Hakim Ouro-Sama
Hakim Ouro-Sama (ur. 28 grudnia 1997) – togijski piłkarz występujący na pozycji obrońcy w Lille OSC B.
W reprezentacji Togo Hakim Ouro-Sama zadebiutował 4 października 2016 roku w wygranym 1:0 meczu towarzyskim z Ugandą. Został powołany na Puchar Narodów Afryki 2017, jednak na turnieju w Gabonie nie rozegrał żadnego spotkania.